# پارک سون-جا
پارک سون-جا (انگلیسی: Park Soon-ja؛ زادهٔ ۳ ژانویهٔ ۱۹۶۶) بازیکن هاکی روی چمن اهل کره جنوبی بود.
از افتخارات وی میتوان به کسب مدال نقره در بازی‌های المپیک تابستانی ۱۹۸۸ اشاره کرد.